# Парламентские выборы во Французской Полинезии (2013)
Парламентские выборы во Французской Полинезии проходили 21 апреля (1-й тур) и 5 мая (2-й тур) 2013 года. В результате победу одержала новая партия Народное собрание (Tahoera'a Huiraatira), получившая в сумме 38 из 57 мест парламента.

## Избирательная система
57 депутатов Ассамблеи Французской Полинезии избираются на основе пропорционального представительства по партийным спискам в 2 тура с премией большинству, то есть дополнительными местами, присуждаемыми партии, набравшей наибольшее количество мест. Страна представляет единый избирательный округ, состоящий из 8 секций, каждая из которых имеет премиум от 1 до 4 мест парламента в зависимости от населения секции. В сумме премиум составляет 19 мест.
Каждый список включает 73 кандидата в 8 секциях. В 1-м туре список, набравший абсолютное большинство голосов в данной секции получает премиум, а остальные места распределяются пропорционально полученным голосам между партиями, превысившими 5%-й избирательный барьер. В случае, если ни одна из партий не получила более 50 % голосов в 1-м туре, проводится 2-й тур между партиями, превысившими 12,5%-й барьер. Причём партии, получившие от 5 до 12,5 %, могут объединиться с оставшимися списками. После 2-го тура бонус получает партия, набравшая наибольшее количество голосов, а остальные места распределяются по пропорциональной системе.

## Результаты
| Партия                              | Партия                                        | 1-й тур | 1-й тур | 2-й тур | 2-й тур | 2-й тур | 2-й тур |
| Партия                              | Партия                                        | Голоса  | %       | Голоса  | %       | Места   | +/-     |
| ----------------------------------- | --------------------------------------------- | ------- | ------- | ------- | ------- | ------- | ------- |
|                                     | Народное собрание (Tahoera’a Huiraatira)      | 51 316  | 40,16   | 62 340  | 45,11   | 38      | +28     |
|                                     | Союз за демократию (Tapura Huiraatira)        | 30 781  | 24,09   | 40 441  | 29,26   | 11      | –8      |
|                                     | Объединение полинезийцев (A Ti'a Porinetia)   | 25 453  | 19,92   | 35 421  | 25,63   | 8       | новая   |
|                                     | Да здравствует Полинезия!                     | 7293    | 5,71    |         |         |         |         |
|                                     | Ia Tura to'u Femus                            | 4553    | 3,56    |         |         |         |         |
|                                     | Te Ara Ti'a                                   | 3956    | 3,10    |         |         |         |         |
|                                     | Te Hiti Tau Api                               | 3079    | 2,41    |         |         |         |         |
|                                     | Объединение за уважение полинезийского народа | 885     | 0,69    |         |         |         |         |
|                                     | Amuitahiraa Huiraatira                        | 452     | 0,35    |         |         |         |         |
|                                     |                                               |         |         |         |         |         |         |
| Недействительных/пустых бюллетеней  | Недействительных/пустых бюллетеней            | 1621    | –       | 1412    | –       | –       | –       |
| Всего                               | Всего                                         | 129 389 | 100     | 139 614 | 100     | 57      | 0       |
| Зарегистрированных избирателей/Явка | Зарегистрированных избирателей/Явка           | 195 835 | 66,07   | 191 799 | 72,79   | –       | –       |
| Источник: Tahiti News               |                                               |         |         |         |         |         |         |